# Рябий Адольф Гільйович
Адольф Гільйович Рябий (1903, місто Ніжин, тепер Чернігівської області — ?) — радянський діяч, 1-й секретар Херсонського міського комітету КП(б)У Миколаївської області. Кандидат у члени ЦК КП(б)У в червні 1938 — травні 1940 року.

## Біографія
Член РКП(б) з 1922 року.
У квітні 1938 — лютому 1941 року — 1-й секретар Херсонського міського комітету КП(б)У Миколаївської області.
Під час німецько-радянської війни з вересня 1941 року перебував у евакуації в місті Кустанаї Казахської РСР. Працював директором вивезеної із Херсона швейної фабрики «Більшовичка».
Подальша доля невідома.